# Sylvan Grove (Kansas)
Sylvan Grove es una ciudad ubicada en el condado de Lincoln en el estado estadounidense de Kansas. En el año 2010 tenía una población de 279 habitantes y una densidad poblacional de 279 personas por km².

## Geografía
Sylvan Grove se encuentra ubicada en las coordenadas 39°0′46″N 98°23′33″O / 39.01278, -98.39250 (39.012860, -98.392491).

## Demografía
Según la Oficina del Censo en 2000 los ingresos medios por hogar en la localidad eran de $27,188 y los ingresos medios por familia eran $36,375. Los hombres tenían unos ingresos medios de $20,962 frente a los $16,250 para las mujeres. La renta per cápita para la localidad era de $14,684. Alrededor del 17.6% de la población estaban por debajo del umbral de pobreza.